# Hans Andersen (Offizier)
Hans Andersen (* 7. August 1900 in Hobro; † 14. Juli 1974) war ein dänischer Offizier und zuletzt Generalmajor des Heeres (Hæren).

## Leben
Hans Andersen, Sohn des Züchters Mogens Andersen († 1928) und dessen Ehefrau Bodil Andersen († 1913), absolvierte nach dem Schulbesuch eine Offiziersausbildung und wurde 1942 zum Oberleutnant (Premierløjtnant) sowie 1938 zum Hauptmann (Kaptajn) befördert. Er wurde 1945 Lehrer an der Artillerieschule (Artilleriskolen) und zugleich Mitglied der Waffenkommission (Våbenkommissionen) sowie im Anschluss 1946 Unterchef der Jütland-Division (Jyske division). Nach seiner Beförderung zum Oberstleutnant (Oberstløjtnant) fand er zwischen 1947 und 1950 Verwendung als Chef der 3. Artillerieabteilung sowie im Anschluss von 1950 bis 1951 als Leiter der Kommandoabteilung des Generalstabes. 1951 wurde er Leiter der Adjutantur-Abteilung des Heeresstabes und erhielt in dieser Verwendung 1952 seine Beförderung zum Oberst. 1954 begann er einen Lehrgang am NATO Defense College (NDC) in Rom und wurde nach seiner Rückkehr 1956 Kommandeur des Artillerieregiments Nordjütland (Nørrejyske artilleriregiment).
1959 wurde Andersen zum Generalmajor befördert und übernahm daraufhin von 1959 bis zu seiner Verabschiedung 1965 den Posten als Generalinspekteur der Artillerie. Danach war er noch von 1965 bis 1972 als Aufseher für den Eisenbahnschutz der Dänischen Staatsbahnen DSB (Danske Statsbaner) tätig. Er heiratete am 4. November 1929 Inger Margarete Kerzel (* 14. September 1908 in Berlin), Tochter des Hoteliers Reinhold Kerzel († 1927) und dessen Ehefrau Ingeborg Hansen († 1947).